# Elizejski sporazum
Elizejski sporazum je bil sporazum prijateljstva med Francijo in Zahodno Nemčijo, katerega sta podpisala predsednik Charles de Gaulle in kancler Konrad Adenauer 22. januarja 1963 v Elizejska palači v Parizu. S podpisom tega sporazuma sta Nemčija in Francija začeli novo poglavje medsebojnih odnosov in zaključili stoletja rivalstva.